# E-Netz
Nach A-, B- und C-Netz der Deutschen Bundespost sowie dem digitalen Mobilfunknetz D-Netz nach GSM-Standard wurde 1994 das E-Netz (Funktelefonnetz-E/E1) in Deutschland aufgebaut. Es war ein telefonieorientiertes, digitales Mobilfunknetz in Deutschland, das auf dem GSM-Standard basierte und den DCS-1800-Frequenzbereich bei 1800 MHz nutzte. Der wesentliche Unterschied zu Netzen, die den GSM-900-Frequenzbereich nutzen, besteht in der geringeren Sendeleistung der Endgeräte und Basisstationen.
Die weltweit erste DCS-1800-Installation war das One2One-Netz (später T-Mobile UK) in Großbritannien.
Heute sind das D-Netz und das E-Netz zu einem digitalen Mobilfunknetz zusammengefasst.

## Länderspezifika

### Deutschland

#### Geschichte
Bundespostminister Wolfgang Bötsch (CSU) vergab 1993 die Lizenz für den Aufbau eines dritten digitalen Mobilfunknetzes, des E1-Netzes. Die Bezeichnung leitet sich aus den Namenskonventionen für die analogen Autotelefonnetze A-, B- und C-Netz sowie des ersten digitalen Netzes, dem D-Netz, ab.
Als erstes E-Netz in Deutschland ging im Mai 1994 das E-Plus-Netz, welches auch als E1-Netz bezeichnet wird, an den Markt. Hauptgesellschafter waren Vebacom und Thyssen Telecom. E-Plus war damit neben Mannesmann der zweite private Betreiber eines öffentlichen Telekommunikationsdienstes. 1997 folgte als zweite E-Netzbetreiberin (E2-Netz) die Viag Interkom (seit 2002 O2).
2014 hat die niederländische KPN Mobile N.V. E-Plus an die spanische Telefónica verkauft. Telefónica, als Eignerin des ehemaligen Viag-Interkom-Netzes (übernommen von der britischen O2 plc), fusionierte beide Netze. Dies sollte nach Planungen 2021 abgeschlossen sein.
Neben E-Plus und O2, welche jeweils 112 Frequenzen ersteigert haben, funken seit der Jahrtausendwende auch T-Mobile und Vodafone in Ballungsräumen im DCS-1800-Band. Diese haben 1999 25 (T-Mobile) und 27 (Vodafone) Mobilfunkfrequenzen in dem Band erworben, um Engpässe im P-GSM-Bereich besser ausgleichen zu können und zusätzliche Kapazitäten für das starke Kundenwachstum anbieten zu können.

#### Technik
Bis 1998 waren deutlich mehr als die geplanten 75 Prozent der Bevölkerung in Deutschland mit E-Plus-Funkabdeckung versorgt. Die maximale Sendeleistung der E-Netz-Mobiltelefone beträgt 1 Watt und soll insgesamt zu einem geringen Batterieverbrauch und damit relativ langen Gesprächs- und Bereitschaftszeiten führen. Wegen der geringeren Sendeleistung und der höheren Freiraumdämpfung würden die E-Netze mehr Funkstationen als die GSM-900-Netze benötigen, um die gleiche Versorgung wie die D-Netze zu gewährleisten. Die E-Netze müssten daher engmaschiger „geknüpft“ werden. Dennoch haben die D-Netze (T-Mobile und Vodafone) mehr Stationen in Betrieb als die E-Netz-Betreiber E-Plus und O2. Grund hierfür ist, dass die D-Netz-Betreiber wesentlich mehr Kunden versorgen und dementsprechend mehr Stationen aus Kapazitätsgründen gebaut haben.
Da die Signale mit höheren Frequenzen stärker gedämpft werden, ist die Reichweite geringer als im 900-MHz-Bereich (D-Netz). Die systembedingte maximale Reichweite, bis zu der Signallaufzeiten ausgeglichen werden können, beträgt bei GSM-Netzen allgemein ca. 35 km.

### In Österreich
In Österreich war E-Netz bis 1996 die Bezeichnung für das Netz der Telekom Austria nach GSM-Standard im 900-MHz-Bereich. Dieses Netz wurde im Juni 1996 in A1 umbenannt.